# Elgin—St. Thomas—London-Sud
Circonscription électorale fédérale du Canada
Elgin—St. Thomas—London-Sud ((en) Elgin—St. Thomas—London South) est une circonscription électorale fédérale en Ontario.

## Géographie
La circonscription consiste en une partie du comté d'Elgin et d'une partie du comté de Middlesex.
Les circonscriptions limitrophes sont London—Fanshawe, London-Ouest, Middlesex—London, Oxford, Chatham-Kent—Leamington, et Haldimand—Norfolk.

## Députés
| Législature                                                                         | Années          | Député        | Parti | Parti        |
| ----------------------------------------------------------------------------------- | --------------- | ------------- | ----- | ------------ |
| Elgin—St. Thomas—London-Sud issue d'une partie de Elgin—Middlesex—London avant 2023 |                 |               |       |              |
| 45e                                                                                 | 2025 – en cours | Andrew Lawton |       | Conservateur |